# Татарнюк Ярослава Василівна
Татарню́к Яросла́ва Василівна (з роду Сулятицьких, нар. 4 лютого 1923, с. Озеряни, Борщівського району, Тернопільської області — 10 квітня 2025, м. Ванкувер, Канада) — українська громадська діячка, меценатка, фармацевт. Сестра Оксани Єленюк-Сулятицької, дружина Михайла Татарнюка.

## Життєпис
Закінчила 1942 року Чортківську українську гімназію. Через воєнне лихоліття вона залишає рідну землю й опиняється в тодішній Чехословаччині, де, вивчаючи фармацію, працює водночас в аптеці. 1949 року разом з чоловіком Михайлом покидає Європу. Молода сім'я Татарнюків оселяється в канадському місті Ванкувер. Своїй професії українка не зраджує: певний час трудиться у фармацевтичній компанії, відтак відкриває власне підприємство.
Майже півстоліття свого життя пані Ярослава пов'язала з роботою в Лізі українських католицьких жінок Канади (ЛУКЖ). Тривалий час була головою ЛУКЖ Нью-Вестмінстерської єпархії Британської Колумбії. Праці було багато — від упорядкування архіву ЛУКЖу, започаткування бібліотеки, видавництва  церковного вісника, харитативної діяльності. Як активна член місцевого відділу Конґресу Українців Канади, Ярослава Татарнюк виконувала обов'язки секретаря, культурно-освітньої референтки, допомагала втілювати різні проекти з підготовки та  відзначення тисячоліття хрещення України-Руси, доклалася до видання «Історії  українських католицьких церков у Британській Колумбії», з нагоди  100—ліття українського поселення в Канаді, опрацювала історію  єпархіальної управи.
Ярослава Татарнюк, будучи відірвана від України фізично, проте — не духовно, вирішила зробити посильний внесок у збереження української культури на американському континенті. Вона почала збирати предмети народного мистецтва — керамічні та різьбяні вироби, тканини, одяг, який носили на її Батьківщині. У колекції пані Ярослави — понад двадцять комплектів українського національного вбрання, деякі ще з ХІХ століття. Причому кожен стрій репрезентує певний історико-етнографічний край України, передає розкішні мотиви та барви, багатство орнаментики, красу народної ноші.
За кількадесят років існування колекції української народної ноші пані Ярослава демонструвала її у всіх провінціях Канади, а також у деяких штатах США. «Костюми кидають світло на історію!» — головний девіз виставки. Це був не просто огляд багатого зібрання автентичного одягу, а радше щира, прониклива розповідь про любу й дорогу їй Україну.
В одному з інтерв'ю заокеанській пресі щодо цього Ярослава Татарнюк зазначала:
|  | «Виставка показує людям, які не є з українського роду, дещо про нас. Це також може викликати зацікавленість у наших молодих людей, в нашому поколінні до поціновування, до поважання їхнього коріння та мотивації їх робити значно більше для їхньої мови й культури». |

Ярослава та Михайло Татарнюки переймалися не лише колекціями українського народного мистецтва. Скажімо, для музею осередку української культури та освіти в Канаді подбали про макет гуцульського господарського двору. Це була надзвичайно складна ручно-вирізувальна модель, яка точно відтворила гуцульську хату з усіма приміщеннями для худоби, реманенту, різних матеріалів, зберігання врожаю.
Чимало ліків, одягу, літератури відправили в дев'яностих роках у сиротинці, школи-інтернати Тернопільщини та Буковини.

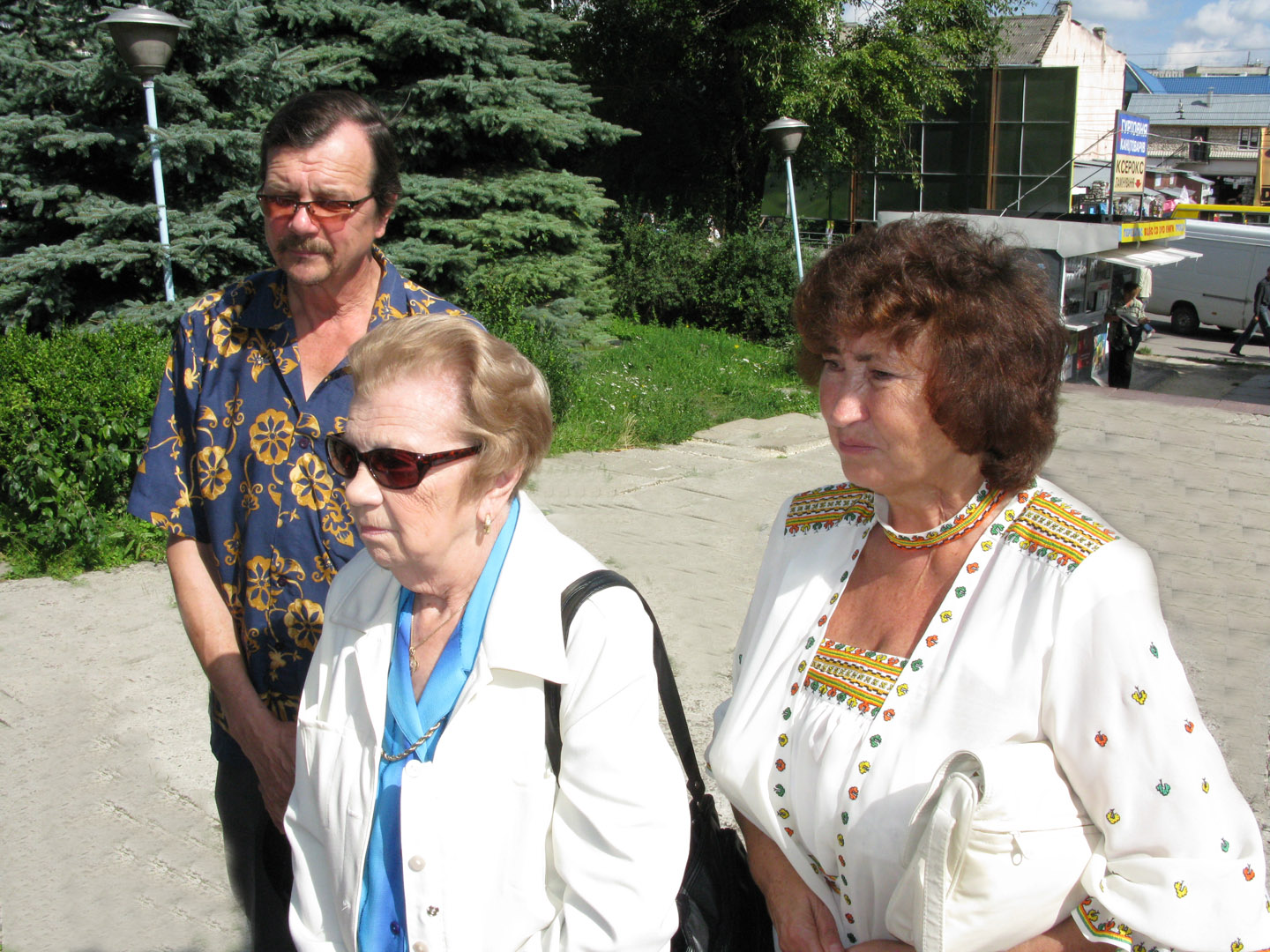
Орест Татарнюк, Ярослава Татарнюк і голова доброчинної організації «Українська родина» Ірина Найдух під час перебування в Тернополі.

Надавали й велику допомогу, зокрема, і доброчинній організації «Українська родина» з Тернополя, яку створила й очолює кандидат педагогічних наук Ірина Найдух. Ця благодійна структура об'єднала десятки й десятки дітей-сиріт, з багатодітних і малозабезпечених родин, а також самотніх людей похилого віку. Пані Ярослава зорганізувала й інших канадських українок, аби допомагати знедоленим хлопчикам і дівчаткам з «Української родини».
Померла 10 квітня 2025 року в м. Ванкувер, Канада.

## Творчість
Ярослава Татарнюк є автором книги «Українські традиційні та модерні страви» українською та англійською мовами, багатьох публікацій у канадській періодиці про українське життя.

## Нагороди
- Почесна відзнака «За внесок в історію, культуру та розвій Канади й українців в Канаді».
- Удостоєна Шевченківської медалі Конґресу Українців Канади Канади.
- Нагорода Папи Римського для мирян за заслуги перед Українською греко-католицькою церквою, яку, відвідуючи Ванкувер, вручив Патріарх УГКЦ Святослав (Шевчук).